# Тилике, Хельмут
Хельмут Тилике (англ. Helmut Thielicke; 4 декабря 1908[…], Бармен — 5 марта 1986[…], Гамбург) — немецкий протестантский теолог и ректор из Гамбургского университета с 1960 по 1978 год. Известен своими работами в области христианской этики. Главным предметом этики считал отношения между человеком и государством.

## Биография
Родился и вырос в Вуппертале в 1908 году. Обучался в гуманистической гимназии и окончил её в 1928 году.
После этого он начал изучать философию и теологию в Эрлангене, но вскоре ему предстояла операция на щитовидной железе. Несмотря на отрицательный результат этой операции (легочная эмболия, столбняк), которые вызывали осложнения на протяжении 4 лет, он окончил учёбу, а в 1932 году он получил докторскую степень по философии с «Das Verhältnis zwischen dem Ethischen und dem Ästethischen» («Отношения между этическими и эстетическими»).
Также он получил степень доктора в богословии в 1934 году с работой под руководством Пола Алтауса в Эрлангене.
Он получил свою кандидатуру на постдокторскую лекцию с «Offenbarung, Vernunft und Existenz. Studien zur Religionsphilosophie Lessings» (« Откровение, разум и существование. Учёба в религиозной философии Лессинга») в 1935 году под растущим давлением нацистского режима, который отказал ему в назначении на Эрланген в связи с его деятельностью в « Исповеднической церкви».
В 1936 году он получил профессуру в систематической теологии в Гейдельберге, где познакомился с Мари-Луизой Херрманн. В 1937 году они поженились. Всего у них было четверо детей.
После неоднократных допросов гестапо с середины 1930-х годов он был уволен за критику нацистского режима в 1940 году.
Тилике был призван в армию, но через девять месяцев он смог взять на себя церковь в Равенсбурге с помощью регионального епископа Феофила Вурма .
В 1942 году он занял богословское отделение в Штутгарте, откуда он произнес многочисленные проповеди и отправился на лекционные туры, которые постоянно затрудняло правительство посредством запретов на поездки, публикации и проповеди.
Тилике опубликовал критику композиции Бультмана о демифологизации Нового Завета, что породило уважительное, но неубедительное соответствие между ними. Он также связался с группой сопротивления Фрайбургера Крейси, но не работал активно в своих планах революции.
Надеясь продвинуть христианскую демократию в послевоенной Германии, он предложил план в 1942 году, который привел к созданию в 1945 году первой Евангелической академии в Бад-Болле .
Взрыв[уточнить] Штутгарта в 1944 году заставил Тилике и его семью отправиться в Корнталь, где он продолжил свои лекционные туры и проповеди в следующие годы; они были анонимно переведены на многие языки в Швейцарии и читались на разных фронтах войны.
Сразу после окончания войны Тилике отправился с группой делегатов во Франкфурт, где он был приглашен правительством для участия в переговорах о возобновлении академической работы, чтобы заполнить политический и академический вакуум послевоенного периода. Как следствие, он занял пост профессора на вновь открывшемся богословском факультете в Тюбингене в 1947 году, будучи административным руководителем университета и президентом канцлерской конференции в 1951 году.
В 1954 году, продолжая свои послевоенные усилия по возрождению академического и духовного наследия Германии, он принял вызов в Гамбург, чтобы основать новый теологический факультет, где он действовал как декан и профессор, а также был пастором главной церкви Гамбурга, Св. Михаэлиса.
Он встретился с Билли Грэмом и был принят президентом Джимми Картером во время лекционных туров в Соединенных Штатах в 1977 году.
В 1960-х и 1970-х годах она также отправилась в Азию, Южную Африку, Латинскую Америку, Австралию и Новую Зеландию.
Умер в 1986 году в Гамбурге в возрасте 77 лет.